# Valjevo
Valjevo (în sârbă chirilică: Ваљево, pronunțat [ʋâːʎeʋo]) este un oraș și centrul administrativ al districtului Kolubara din vestul Serbiei. Conform recensământului din 2011, zona administrativă Valjevo (comuna Valjevo) a avut un total de 90.312 locuitori, iar orașul a avut 59.073 de locuitori.
Comuna Valjevo ocupă o suprafață de 905 kilometri pătrați și se află la o altitudine de 185 de metri deasupra nivelului mării. Orașul este situat de-a lungul râului Kolubara, afluent al râului Sava.

## Istorie
În zona actuală Valjevo, au existat așezări care datează din Epoca de Piatră timpurie, după cum indică urmele găsite în peștera Petnicka din apropiere. În epoca romană această zonă a făcut parte din provincia Moesia.  În 1398, numele Valjevo a fost menționat pentru prima dată în arhivele Republicii Ragusa, această așezare era deja un centru comercial activ al Serbiei medievale, în care veneau comercianți din Dubrovnik.
A fost un post important pe ruta comercială care lega Bosnia de Belgrad. Dezvoltarea orașului Valjevo a stagnat în secolele al XVI-lea și al XVII-lea de stăpânire otomană. În prima jumătate a secolului al XVI-lea, majoritatea populației din Valjevo era de religie creștină, în timp ce în a doua jumătate a secolului al XVI-lea, majoritatea era musulmană.
La începutul secolului al XIX-lea, cea mai mare parte a teritoriului Serbiei s-a transformat rapid. Revoluția sârbă a început cu o revoltă armată. În 1804, populația sârbă locală s-a revoltat împotriva conducătorilor turci și a eliberat o mare parte din Serbia. O cauză a revoluției a fost uciderea a doi importanți comandanți sârbi de către turcii otomani. Cei doi cunoscuți cavaleri, Ilija Bircanin și Aleksa Nenadovic, au fost uciși la Valjevo pe podul de peste Kolubara. După prima răscoală sârbă, Valjevo a fost printre primele orașe eliberate. 
După înfrângerea primei răscoale de la Valjevo, turcii au cucerit din nou regiunea, dar la scurt timp după izbucnirea celei de-a doua răscoale sârbe, sârbii au preluat din nou Valjevo. În continuare, numărul musulmanilor din oraș a început să scadă semnificativ, așa că în 1826 s-au înregistrat în orașul Valjevo aproximativ 150 de case creștine și doar 30 de case musulmane. 
În 1855, a fost elaborat un plan pentru dezvoltarea modernului Valjevo în care străzile se intersectau în unghi drept. Dezvoltarea așezării s-a accelerat și mai mult în secolul al XX-lea, când Valjevo a devenit un important centru industrial și cultural.  
În timpul Primului Război Mondial, bătălia de pe Kolubara a avut loc în imediata apropiere. Un spital mare pentru răniți se afla în oraș. Aici au fost îngrijiți răniții, dar și cei care sufereau din cauza epidemiei de tifos. 

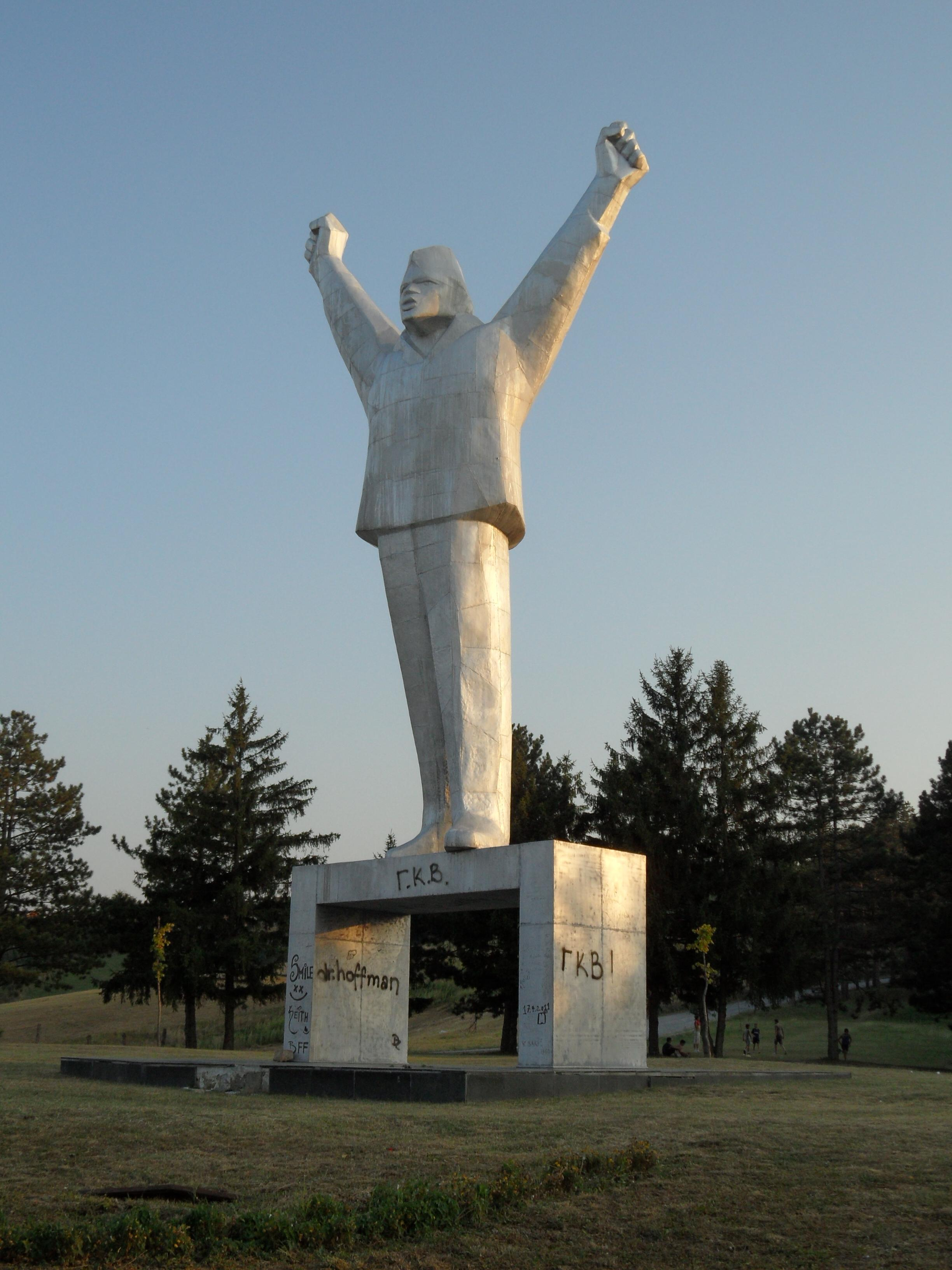
Monumentul lui Stjepan Filipović din Valjevo

În timpul celui de-al doilea război mondial, Valjevo a făcut parte din Republica Užice de scurtă durată, un teritoriu eliberat de sub controlul Axei de către partizanii iugoslavi. La 20 septembrie 1941, Wehrmachtul german a lansat o operațiune de contra-insurgență, denumită Operațiunea Uzice; la 25 octombrie, o divizie germană a intrat în Valjevo și a arestat aproape 25.000 de civili, dintre care 6.000 au fost împușcați ulterior în lagărele de concentrare. Unul dintre liderii partizanilor prinși a fost Stjepan Filipović; acesta a fost executat de naziști la Valjevo în 1942. Fotografia realizată cu puțin timp înainte de execuția lui la Valjevo a devenit un simbol al rezistenței împotriva fascismului în cel de-al Doilea Război Mondial și a fost expusă, printre alte locuri, în sediul central al Națiunilor Unite de la New York. El a fost proclamat postum Erou al Poporului din Iugoslavia în 1949.
În 1999, Valjevo a fost bombardat în mod repetat în timpul atacului NATO asupra Iugoslaviei.

## Așezări
În afară de oraș, comuna Valjevo include următoarele așezări: 
| - Babina Luka - Bačevci - Balinović - Belic - Beloševac - Beomužević - Blizonje - Bobova - Bogatić - Brangović - Brankovina - Brezovice - Bujačić - Degurić - Divci - Divčibare - Donja Bucovina - Donje Leskovice - Dračić - Dupljaj - Gola Glava - Gorić - Gornja Bucovina - Gornja Grabovica - Gornje Leskovice | - Jasenica - Jazovik - Joševa - Jovanja - Klanica - Klinci - Kotešica - Kovačice - Kozličić - Kunice - Lelić - Loznica - Lukavac - Majinović - Mijači - Miličinica - Mrčić - Oglađenovac - Osladić - Paklje - Paune - Petnica - Popučke - Pričević - Prijezdić - Rabas | - Rađevo Selo - Ravnje - Rebelj - Rovni - Sandalj - Sedlari - Sitarice - Sovač - Stanina Reka - Stapar - Strmna Gora - Stubo - Sušica - Suvodanje - Taor - Tubravić - Tupanci - Valjevska Kamenica - Veselinovac - Vlaščić - Vragočanica - Vujinovača - Zabrdica - Zarube - Zlatarić - Žabari |

## Date demografice
Conform rezultatelor recensământului din 2011, orașul Valjevo a avut o populație de 90.312 locuitori.

### Grupuri etnice
Compoziția etnică a orașului Valjevo: 
| Grup etnic   | populație |
| ------------ | --------- |
| sârbi        | 86423     |
| rromi        | 1413      |
| muntenegreni | 135       |
| iugoslavi    | 105       |
| macedoneni   | 80        |
| croați       | 72        |
| Alții        | 2084      |
| Total        | 90312     |

## Geografie

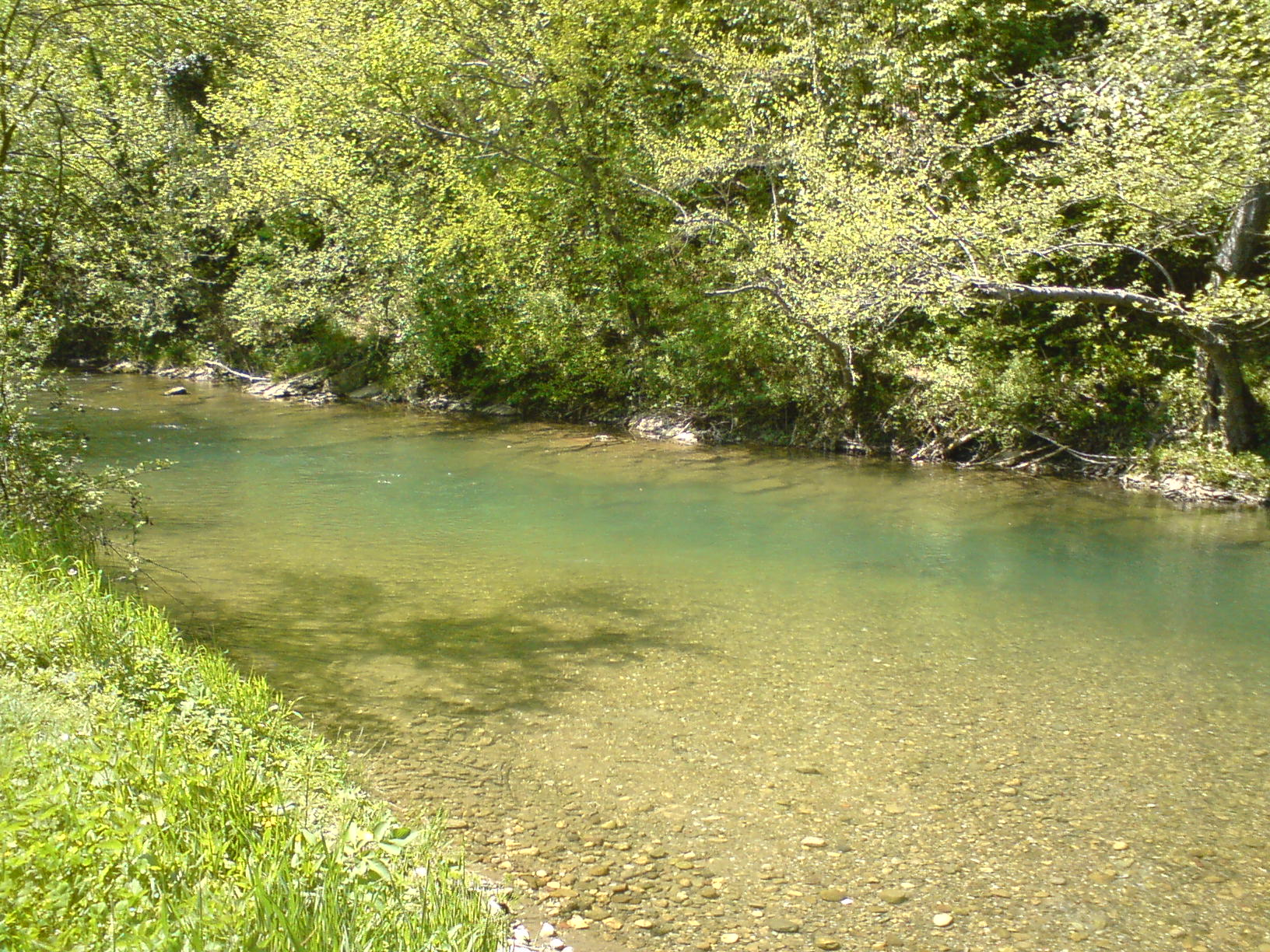
Râul Gradac

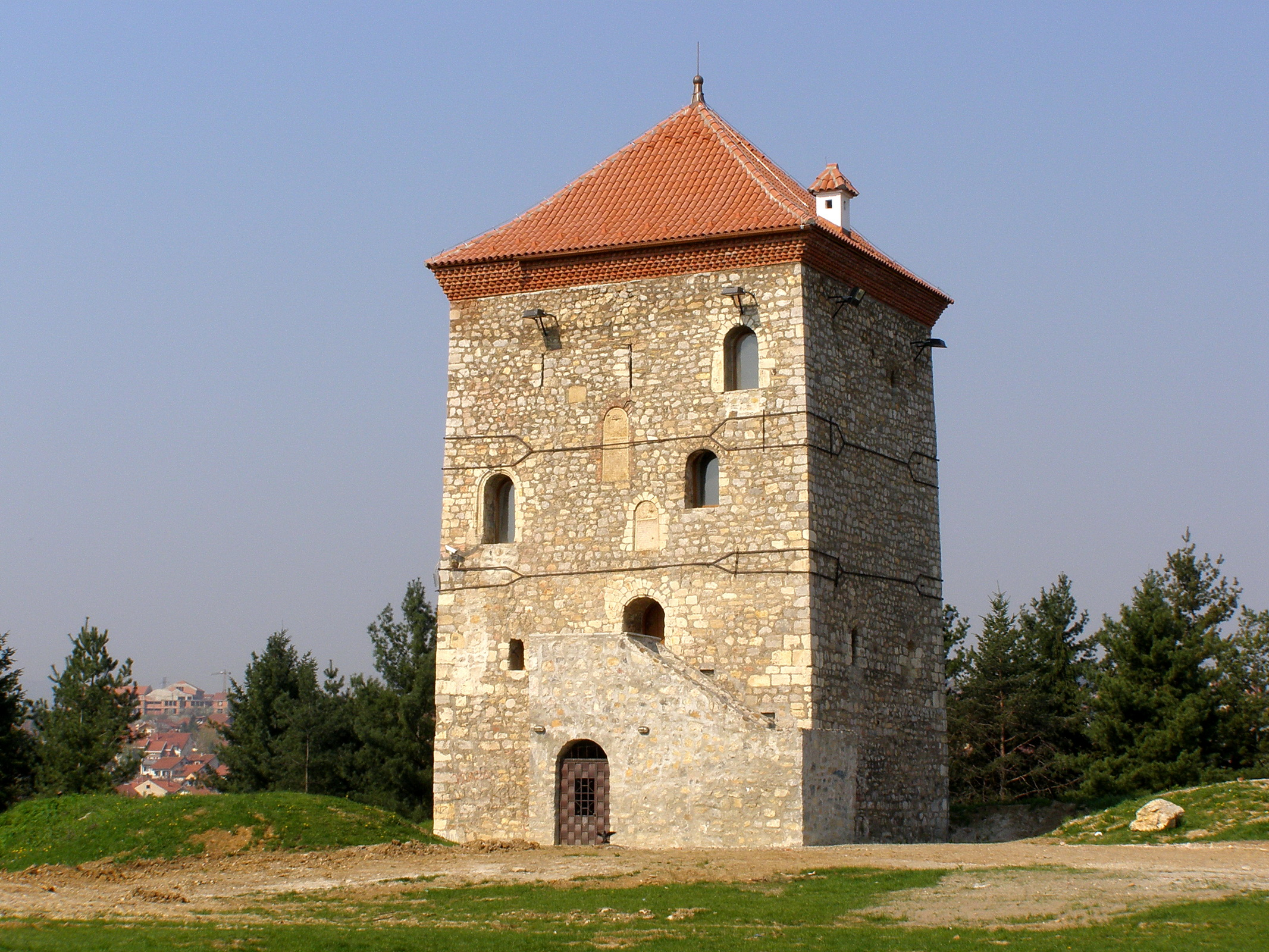
Turnul Nenadović (Кула Ненадовића)

Lanțul muntos Valjevo (munții Medvednik, Jablanik, Povlen, Maljen, Suvobor), cu dealuri domoale, înconjoară orașul. Orașul Divčibare este o stațiune turistică lângă muntele Maljen. Are o altitudine medie de 1000 m. Se află la 28 km de Valjevo și la 110 km de Belgrad. 
Defileul râului Gradac (de asemenea, numele unei suburbii din Valjevo) se termină în Valjevo, unde râul se varsă în Kolubara. Gradac este unul dintre cele mai curate râuri din Europa, după cum o dovedește prezența vidrelor, care locuiesc doar în ape nepoluate. Râul abundă în păstrăvi fântânel. De asemenea, lacul artificial Rovni este situat la 15 kilometri de centrul orașului Valjevo. 
Lanțul montan Valjevo are un aer curat, plante medicinale, fructe de pădure și vânat sălbatic. Vecinătatea orașului nu a fost industrializată, iar solul este nepoluat, astfel încât alimentele cultivate acolo sunt sănătoase. Vânătoarea și pescuitul în râurile montane sunt ocupații comune. Centrul spa  din Divčibare oferă odihnă și recreere. 
Centrul spa  din Vrujci are băi cu nămol pentru boli reumatice, precum și un hotel și complex sportiv cu piscine. Vechile mori de apă se găsesc în rezervația naturală de treisprezece kilometri pătrați. 
În Petnica, la 5 km distanță de Valjevo, Centrul Științific Petnica sprijină tinerii cercetători. Are piscine în aer liber, cu facilități sportive minore, precum și lacul Pocibrava, o zonă de agrement. 
Turnul Nenadović (Кула Ненадовића), inițial un arsenal construit de Jakov Nenadović și fiul său Jevrem în primăvara anului 1813,  se învecinează cu drumul spre Šabac, la marginea dealului Kličevac. Materialul de construcție a fost piatra dintr-un turn vechi din Vitković. Mai târziu, otomanii au transformat turnul într-o închisoare.

### Împrejurimi

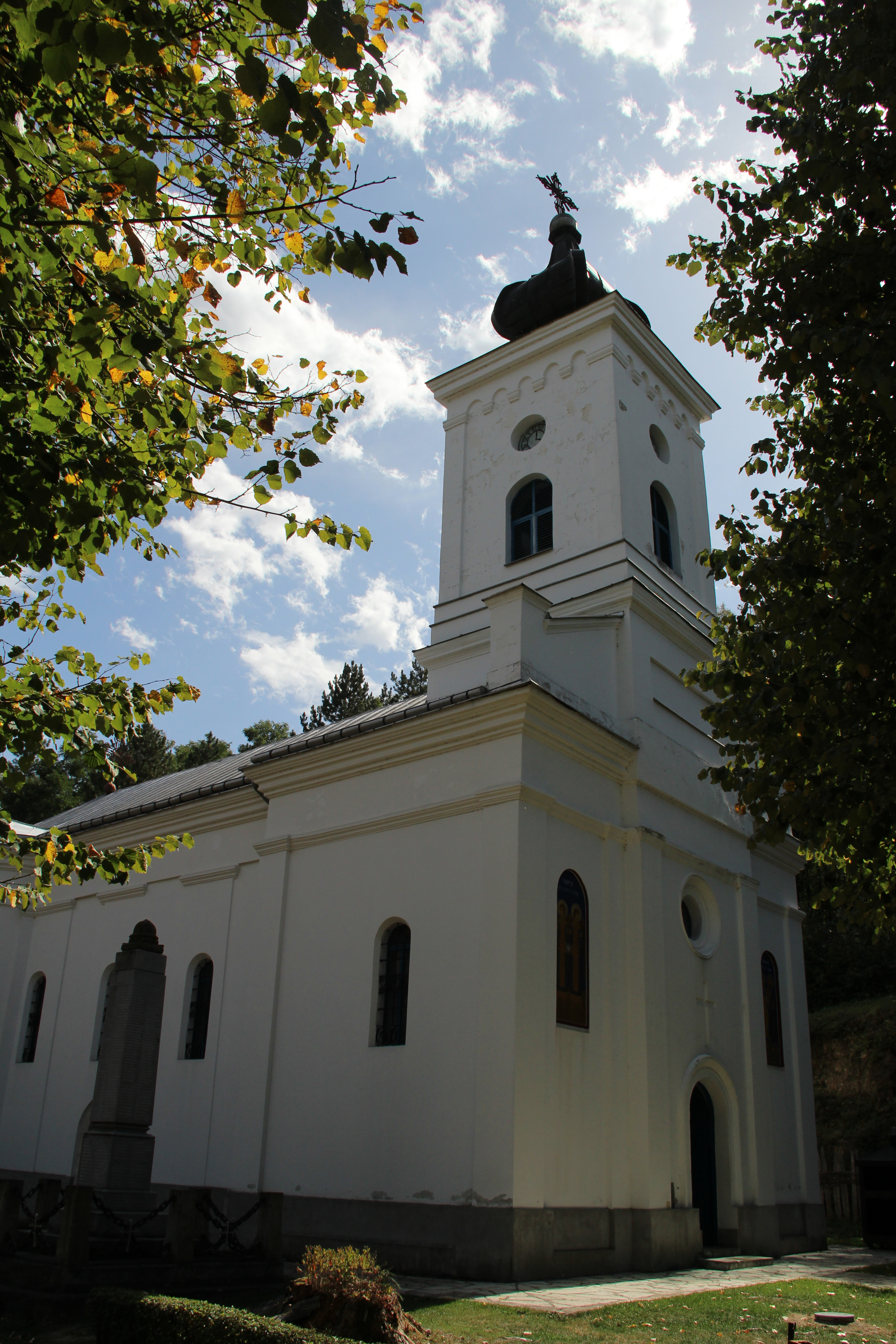
Biserica din Brankovina

Satul Brankovina este situat lângă Valjevo și este casa familiei Nenadović. Atracțiile din Brankovina sunt cuprinse într-un complex cultural și istoric, care include: Biserica Sfântul Arhanghel, școala de protopopie, școala Desanka, Sala veche de judecată, clădirea adormirii a familiei Nenadović, mormintele familiei Nenadović și al poetei Desanka Maksimović, precum și vechile case de vară „sobrašica” în curtea frumoasei biserici din Brankovina. 
Câteva mănăstiri antice sunt situate în zona din jurul orașului Valjevo, inclusiv Pustinja, Lelić și Ćelije. Siturile pe care se află actualele mănăstiri au fost folosite în scopuri religioase încă din secolul al X-lea, cu toate că actualele clădiri ale bisericilor datează din secolele XIV - XVII. Mănăstirea Pustinja este situată în fanta unei văi muntoase îndepărtate și conține fresce rare medievale sârbe. Săpăturile au arătat că actuala biserică a fost construită pe temeliile unei biserici mult mai vechi. Au fost descoperite părți ale fundației și un mormânt neidentificat, mult mai vechi decât biserica în sine. Biserica este accesibilă doar de pe o potecă abruptă. Cu toate acestea, în ciuda inaccesibilității sale, turcii au reușit să deterioreze mănăstirea de mai multe ori. A fost avariată în 1683 în timpul asediului otoman al Vienei. Pustinja este astăzi o mănăstire activă de călugărițe. 

### Climat
Clima din această zonă are diferențe ușoare între maxime și minime, cu precipitații adecvate pe tot parcursul anului. Subtipul clasificării climatice Köppen pentru acest climat este „Cfb” (climat temperat-oceanic).
| Date climatice pentru Valjevo (1981–2010, extremes 1961–2010) | Date climatice pentru Valjevo (1981–2010, extremes 1961–2010) | Date climatice pentru Valjevo (1981–2010, extremes 1961–2010) | Date climatice pentru Valjevo (1981–2010, extremes 1961–2010) | Date climatice pentru Valjevo (1981–2010, extremes 1961–2010) | Date climatice pentru Valjevo (1981–2010, extremes 1961–2010) | Date climatice pentru Valjevo (1981–2010, extremes 1961–2010) | Date climatice pentru Valjevo (1981–2010, extremes 1961–2010) | Date climatice pentru Valjevo (1981–2010, extremes 1961–2010) | Date climatice pentru Valjevo (1981–2010, extremes 1961–2010) | Date climatice pentru Valjevo (1981–2010, extremes 1961–2010) | Date climatice pentru Valjevo (1981–2010, extremes 1961–2010) | Date climatice pentru Valjevo (1981–2010, extremes 1961–2010) | Date climatice pentru Valjevo (1981–2010, extremes 1961–2010) |
| Luna                                                          | Ian                                                           | Feb                                                           | Mar                                                           | Apr                                                           | Mai                                                           | Iun                                                           | Iul                                                           | Aug                                                           | Sep                                                           | Oct                                                           | Nov                                                           | Dec                                                           | Anual                                                         |
| ------------------------------------------------------------- | ------------------------------------------------------------- | ------------------------------------------------------------- | ------------------------------------------------------------- | ------------------------------------------------------------- | ------------------------------------------------------------- | ------------------------------------------------------------- | ------------------------------------------------------------- | ------------------------------------------------------------- | ------------------------------------------------------------- | ------------------------------------------------------------- | ------------------------------------------------------------- | ------------------------------------------------------------- | ------------------------------------------------------------- |
| Maxima medie °C (°F)                                          | 5.3 (41,5)                                                    | 7.4 (45,3)                                                    | 12.7 (54,9)                                                   | 17.7 (63,9)                                                   | 22.9 (73,2)                                                   | 25.6 (78,1)                                                   | 28.0 (82,4)                                                   | 28.1 (82,6)                                                   | 23.6 (74,5)                                                   | 18.6 (65,5)                                                   | 11.8 (53,2)                                                   | 6.3 (43,3)                                                    | 17,3 (63,1)                                                   |
| Media zilnică °C (°F)                                         | 0.6 (33,1)                                                    | 2.0 (35,6)                                                    | 6.6 (43,9)                                                    | 11.6 (52,9)                                                   | 16.8 (62,2)                                                   | 19.9 (67,8)                                                   | 21.9 (71,4)                                                   | 21.4 (70,5)                                                   | 16.8 (62,2)                                                   | 11.7 (53,1)                                                   | 6.1 (43)                                                      | 1.9 (35,4)                                                    | 11,4 (52,5)                                                   |
| Minima medie °C (°F)                                          | −3.2 (26,2)                                                   | −2.3 (27,9)                                                   | 1.5 (34,7)                                                    | 5.8 (42,4)                                                    | 10.6 (51,1)                                                   | 13.9 (57)                                                     | 15.6 (60,1)                                                   | 15.3 (59,5)                                                   | 11.1 (52)                                                     | 6.4 (43,5)                                                    | 1.7 (35,1)                                                    | −1.7 (28,9)                                                   | 6,2 (43,2)                                                    |
| Minima istorică °C (°F)                                       | −28.4 (−19.1)                                                 | −23.3 (−9.9)                                                  | −16.3 (2,7)                                                   | −7 (19,4)                                                     | −1.4 (29,5)                                                   | 3.4 (38,1)                                                    | 5.9 (42,6)                                                    | 3.2 (37,8)                                                    | −2.4 (27,7)                                                   | −6.1 (21)                                                     | −15.3 (4,5)                                                   | −21 (−5.8)                                                    | −28,4 (−19,1)                                                 |
| Precipitații mm (inches)                                      | 49.9 (1.965)                                                  | 44.6 (1.756)                                                  | 57.9 (2.28)                                                   | 59.9 (2.358)                                                  | 72.1 (2.839)                                                  | 110.2 (4.339)                                                 | 71.0 (2.795)                                                  | 70.7 (2.783)                                                  | 65.3 (2.571)                                                  | 62.9 (2.476)                                                  | 62.7 (2.469)                                                  | 60.6 (2.386)                                                  | 787,7 (31,012)                                                |
| Umiditate [%]                                                 | 82                                                            | 76                                                            | 70                                                            | 68                                                            | 68                                                            | 70                                                            | 67                                                            | 69                                                            | 74                                                            | 78                                                            | 80                                                            | 82                                                            | 74                                                            |
| Nr. de zile cu precipitații (≥ 0.1 mm)                        | 14                                                            | 13                                                            | 13                                                            | 13                                                            | 14                                                            | 14                                                            | 10                                                            | 10                                                            | 10                                                            | 10                                                            | 12                                                            | 15                                                            | 146                                                           |
| Nr. mediu de zile cu ninsoare                                 | 8                                                             | 8                                                             | 4                                                             | 1                                                             | 0                                                             | 0                                                             | 0                                                             | 0                                                             | 0                                                             | 0                                                             | 3                                                             | 7                                                             | 32                                                            |
| Ore însorite                                                  | 72.9                                                          | 93.2                                                          | 143.3                                                         | 172.8                                                         | 231.9                                                         | 250.6                                                         | 290.2                                                         | 267.9                                                         | 200.9                                                         | 149.6                                                         | 97.6                                                          | 61.4                                                          | 2.032,2                                                       |
| Sursă: Republic Hydrometeorological Service of Serbia         |                                                               |                                                               |                                                               |                                                               |                                                               |                                                               |                                                               |                                                               |                                                               |                                                               |                                                               |                                                               |                                                               |

## Societate și cultură

### Instituții culturale
Cea mai importantă instituție culturală este Muzeul Național înființat în 1951, sub auspiciile căruia se află Muzeul primei și celei de-a doua răscoale sârbe, muzeu care se află în Brankovina. Alte instituții includ Institutul pentru Protecția Monumentelor Culturale, Arhiva Istorică, Biblioteca Orașului. Centrul cultural are o scenă bine echipată și un auditorium cu 630 de locuri. Centrul pentru Tineret are „Galeria 34” pentru expoziții și forumuri. Atelierul de limbă și cultură sârbă oferă cursuri în limba sârbă pentru străini. 
Valjevo are două galerii de artă de elită. Galeria Modernă are o prezentare permanentă a lucrărilor academicianului Ljuba Popović (perioada 1953-1963), o colecție de lucrări prezentate de expozanți și un concept de reprezentare a picturii fantastice după modelul celebrei „Mediala”. Studioul internațional de artă „Radovan Mića Trnavac” prezintă pictori străini cu diferite stiluri. 
Societatea culturală și artistică „Abrašević” are un cor de renume, alături de trupe de muzică populară și dramă. Spectacolele teatrale sunt oferite de teatrul privat „Mala scena” și de Studioul de teatru al Liceului Valjevo. 
Festivalul de Jazz este însoțit de discuții literare de vară în Biblioteca Șantierului. Aici, Fundația Desanka Maksimović acordă un premiu anual pentru poezie. 

### Tešnjar
Piața Tešnjar de lângă centrul orașului este una dintre cele mai vechi străzi pavate din Valjevo. Este folosită la producția unor filme care au loc în trecut și este unul dintre locurile care face frumosul oraș unic.
Tešnjar este originară din secolul al XVII-lea, dar aspectul său actual este de la sfârșitul secolului al XIX-lea. Cea mai veche clădire păstrată din Valjevo este reședința lui Muselim de la sfârșitul secolului al XVIII-lea, în care prinții Aleksa Nenadovic și Ilija Bircanin au fost reținuți înainte de execuție, în februarie 1804.

## Economie
Principala activitate economică din a doua jumătate a secolului XX a fost firma producătoare de arme Krušik Valjevo, care a produs după terminarea războaielor mondiale. Economia din Valjevo este caracterizată de companii mici, private,  în domenii ca metalurgie, producție de produse alimentare și textile. Compania austriacă Austrotherm GmbH, compania italiană Golden Lady și compania slovenă Gorenje au construit instalații de producție în Valjevo. O altă companie internă este fabrica de bere Valjevska Pivara, fondată în 1860.
Următorul tabel oferă o previzualizare a numărului total de persoane înregistrate angajate de persoane juridice după activitatea lor principală (în 2018): 
| Activitate                                                                     | Total |
| ------------------------------------------------------------------------------ | ----- |
| Agricultură, silvicultură și pescuit                                           | 466   |
| Minerit și cariere                                                             | 113   |
| Fabricație                                                                     | 10013 |
| Alimentare cu energie electrică, gaz, abur și aer condiționat                  | 347   |
| Rezerva de apa; activități de canalizare, gestionare și remediere a deșeurilor | 512   |
| Construcții                                                                    | 1587  |
| Comerț cu ridicata și cu amănuntul, reparații de autovehicule și motociclete   | 4021  |
| Transport și depozitare                                                        | 1181  |
| Cazare și servicii alimentare                                                  | 823   |
| Informație și comunicare                                                       | 308   |
| Activități financiare și de asigurare                                          | 388   |
| Activități imobiliare                                                          | 45    |
| Activități profesionale, științifice și tehnice                                | 843   |
| Activități de servicii administrative și de asistență                          | 435   |
| Administrație publică și apărare; securitate socială obligatorie               | 1633  |
| Educație                                                                       | 1795  |
| Sănătate umană și activități de muncă socială                                  | 1748  |
| Arte, divertisment și recreere                                                 | 290   |
| Alte activități de servicii                                                    | 636   |
| Muncitori agricoli individuali                                                 | 1823  |
| Total                                                                          | 29008 |

## Politică
În parlamentul orașului au fost câștigate următoarele locuri la alegerile locale din 2016:
| Partidul Progresist Sârb                | 26 |
| Partidul Socialist din Serbia           | 18 |
| Partidul Democrat                       | 4  |
| Dosta je bilo, DJB                      | 3  |
| Sursa: Alegerile locale din Serbia 2016 |    |

## Oameni notabili
Cântărețul, compozitorul și producătorul sârb Željko Joksimović a crescut la Valjevo. 
Jucătorul sârb de baschet Miloš Teodosić s-a născut la Valjevo. 
Draginja Babić (1886-1915) s-a născut la Valjevo și a lucrat la Spitalul Valjevo în timpul războaielor balcanice și al primului război mondial . 

### Familia Nenadović
Din această familie au făcut parte unii conducători ai primei răscoale sârbe, miniștri ai primului guvern sârb, lideri spirituali și scriitori de literatură de călătorie. Unii membri ai familiei sunt: ducele Aleksa, protopopul Mateja Nenadović, ducele Jakov Nenadović, Sima și Jevrem, scriitoarea Čika Ljuba Nenadović și Persida Karađorđević, mama regelui Petru I al Serbiei.

## Cooperare internațională
Valjevo este înfrățit cu următoarele orașe: 
|  | Țară     | Oraș                        | Data |
|  | -------- | --------------------------- | ---- |
|  | Slovacia | Prievidza, Regiunea Trenčín |      |
|  | Germania | Pfaffenhofen, Bavaria       |      |
|  | Olanda   | Sittard, Limburg            |      |